# Dicyrtoma dorsosignata
Dicyrtoma dorsosignata is een springstaartensoort uit de familie van de Dicyrtomidae. De wetenschappelijke naam van de soort is voor het eerst geldig gepubliceerd in 1924 door Stach.  

## Kenmerken
Hij heeft relatief korte antennes. Op de zijkant zijn een vijftal zijbandjes die niet met elkaar zijn verbonden.

## Voorkomen
De soort komt voor in landen in Zuid-Europa: Spanje, Frankrijk, Portugal en Malta. In Nederland werd deze soort voor het eerst in 2020 waargenomen in IJsselmuiden.